# Wesmaelius schwarzi
Wesmaelius schwarzi är en insektsart som först beskrevs av Banks 1903.  Wesmaelius schwarzi ingår i släktet Wesmaelius och familjen florsländor. Inga underarter finns listade i Catalogue of Life.